# André Pimenta
André Pimenta (* 10. August 2001) ist ein portugiesischer Leichtathlet, der sich auf den Weitsprung spezialisiert hat.

## Sportliche Laufbahn
Erste internationale Erfahrungen sammelte André Pimenta beim Europäischen Olympischen Jugendfestival (EYOF) 2017 in Győr, bei dem er mit einer Weite von 6,79 m den sechsten Platz im Weitsprung belegte und auch mit der portugiesischen 4-mal-100-Meter-Staffel mit 43,85 s auf Rang sechs gelangte. 2022 belegte er bei den Ibero-Amerikanischen Meisterschaften in La Nucia mit 7,40 m den achten Platz und im Jahr darauf gelangte er bei den U23-Europameisterschaften in Espoo mit 7,26 m auf den siebten Platz. 2025 verpasste er bei den World University Games in Bochum mit 7,31 m den Finaleinzug.
2021 wurde Pimenta portugiesischer Meister im Weitsprung im Freien und in der Halle.